# Zr.Ms. Tromp (2003)
Zr.Ms. Tromp (F803) is het tweede Nederlands fregat van de De Zeven Provinciënklasse. Het schip is het dertiende met de naam Tromp. Schepen met die naam zijn vernoemd naar de zeventiende-eeuwse admiraals Maarten Harpertszoon Tromp en diens zoon Cornelis Tromp.

## Sensors
Thales APAR/SMART-L
- Thales Nederland SMART-L lange afstand lucht en oppervlakte observatie radar
- Thales Nederland APAR lucht en oppervlakte zoek, volg en vuurleiding radar (I-band)
- DECCA NAV navigatieradar
- Thales Nederland Scout oppervlakte zoek/navigatie radar
- Thales Nederland Sirius IRST lange afstand infrarood-detectiesysteem
- Thales Nederland Mirador optisch observatie en detectiesysteem
- Atlas Elektronik DSQS-24C Hull-mounted sonar
- MK XII IFF system
- Thales Nederland Sabre elektronische oorlogsvoering

## Bewapening
Geschut en mitrailleurs:

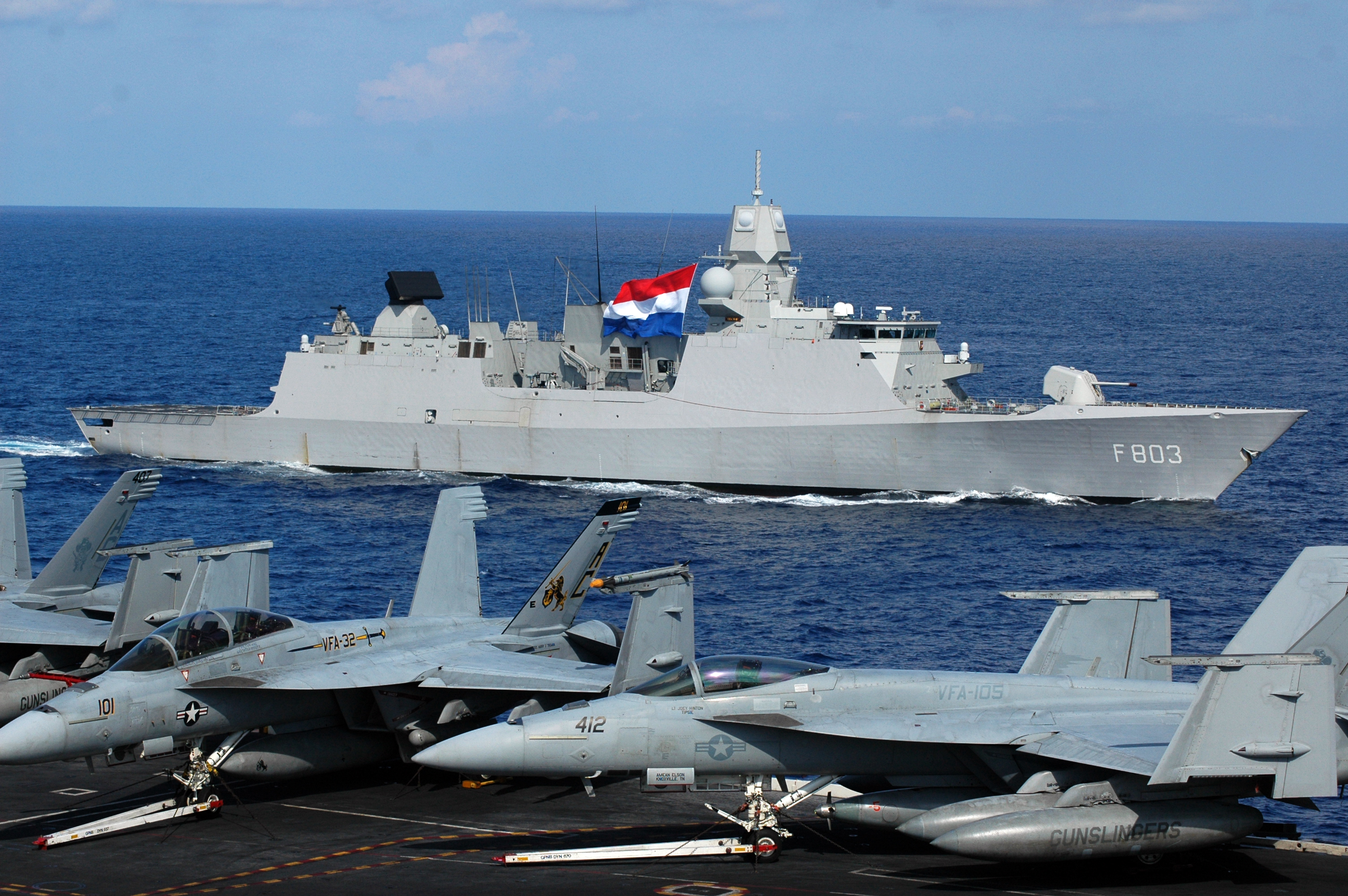
Hr.Ms. Tromp met USS Harry S. Truman in de Atlantische Oceaan in 2009

- 1×  OTO Breda 127 mm / 54 dual-purpose kanon
- 2-4× 12,7 mm Browning M2 mitrailleurs
- 4-6× 7,62 mm FN MAG mitrailleurs
- 1× Goalkeeper CIWS

Raketten en torpedo's:
- Mk.41 5 × 8 = 40-cel Verticaal lanceersysteem
32× Standard missile SM-2 luchtdoel lange afstand
32× ESSM (quadpacked) luchtdoel korte afstand
- 8× Harpoon antischeepsraket (mogelijk ook land)
- 4× torpedobuizen voor Mk 46 torpedo's

Helikopters:
- 1× NH90 NFH boordhelikopter

Vaartuigen:
- 2× rigid hull inflatable boat (RHIB)

## Operationele geschiedenis

### Operatie Atalanta
Op 1 februari 2010 vertrok Hr.Ms. Tromp naar Somalië om deel te nemen aan de Operatie Atalanta, gericht tegen piraterij. In het kader van een gerichte deel-operatie, Sweeping Broom, werden in maart en april in totaal 83 vermoedelijke piraten aangehouden. Geheel volgens EU-richtlijnen zijn de vermoedelijke piraten na enkele dagen vrijgelaten, maar werden inbeslaggenomen wapens vernietigd of achtergehouden. Meerdere van de bootjes die de piraten gebruikten zijn met het boordkanon vernietigd.

### MS Taipan
Op 5 april 2010 bevrijdde Hr.Ms. Tromp het Duitse koopvaardijschip de Taipan. De entering en de bevrijding van het schip werd met een helmcamera vastgelegd en werd op 30 april vrijgegeven op YouTube. Het filmpje werd erg goed bekeken en kreeg aandacht van buitenlandse media. Er werden tien Somalische piraten aangehouden, die werden uitgeleverd aan Duitsland.

### Staatsbezoek Noorwegen
Op 1 juni 2010 bezocht Koningin Beatrix met Hr. Ms. Tromp Noorwegen voor een driedaags staatsbezoek.

### Opstand in Libië
Op 3 maart 2011 werd vanaf Hr.Ms. Tromp een geheime operatie uitgevoerd met een Lynx-helikopter. Er waren drie Nederlandse militairen aan boord van het toestel. Hun opdracht was om twee evacués op te halen uit de Libische stad Sirte. Kaddafi-getrouwe milities overmeesterden het Nederlandse toestel. De militairen werden gevangengenomen. De evacués kwamen langs andere wegen twee dagen later al in Nederland aan. Na twaalf dagen werden de drie militairen weer vrijgelaten. De helikopter waarmee de actie werd uitgevoerd kwam in zwaar beschadigde toestand terug naar Nederland en moest worden gesloopt.

### Vlaggenschip
Sinds 11 september 2022 verving Zr.Ms. Tromp de Zr.Ms. Karel Doorman, als vlaggenschip van de Standing NATO Maritime Group 1. Dit is de eerste keer sinds de midlife update in 2021 dat het schip operationeel is.

### Operation Prosperity Guardian
Vanaf 27 maart 2024 heeft Zr.Ms. Tromp het vaarwater in de Rode Zee 25 dagen lang beschermd. Dit was een reactie op de aanvallen van de Houthi's op commerciële scheepvaart.

### Operatie op de Oostzee
Vanaf januari 2025 is Zr.Ms. Tromp het vlaggenschip van een NAVO-vloot die patrouilleert in de Oostzee.

## Trivia
Op 10 november 2006 was de Hr.Ms. Tromp het eerste Nederlandse marineschip in 50 jaar dat de haven van Pearl Harbor aandeed.